# Перепис населення Російської імперії (1897)
Перепис населення Російської імперії 1897 року (рос. Перепись населения Российской империи 1897) — всезагальний перепис населення Російської імперії (без Великого князівства Фінляндського за межами Гельсінґфорса), проведений 28 січня (9 лютого) 1897 року шляхом безпосереднього опитування всього населення в одну дату, відповідно до затвердженого в 1895 році «Положенням про Перший всезагальний перепис населення Російської Імперії». Ініціатором проведення перепису виступив російський географ і статистик П. П. Семенов-Тян-Шанський.
Перепис 1897 року виявився першим і єдиним всезагальним переписом населення Російської імперії.
Великий науковий інтерес становлять первинні дані — переписні аркуші. Повністю збереглися переписні листи по Тобольській і Архангельській губерніях. В Україні збереглися повністю чи частково переписні листи Київської, Харківської, Херсонської (збереглася частина по Одесі) губерніях.
Підсумки розробки перепису були опубліковані у 1897-1905 роках у 119 томах, орієнтовані як на всі регіональні, так і деякі тематичні набори даних.

## Мовний і національний склад
За переписом 1897 року в Російській імперії було зафіксовано понад 100 мов. Найбільш численною групою були носії російської (великоросійської) мови, які однак не становили навіть половини населення країни — лише 55,6 млн осіб (44,31 %). Другою найбільшою групою були носії української мови — понад 22 млн осіб (17,81 %). Після них найпоширенішими мовами імперії були польська (6,31 %) та білоруська (4.68 %).
| Мова                               | Чоловіків  | Жінок      | Загалом     | %      |
| ---------------------------------- | ---------- | ---------- | ----------- | ------ |
| Російська (великоросійська)        | 27 103 456 | 28 564 013 | 55 667 469  | 44,31  |
| Українська (малоросійська)         | 11 243 940 | 11 136 611 | 22 380 551  | 17,81  |
| Польська                           | 3 933 282  | 3 998 025  | 7 931 307   | 6,31   |
| Білоруська                         | 2 922 858  | 2 962 689  | 5 885 547   | 4,68   |
| Єврейська                          | 2 471 395  | 2 591 761  | 5 063 156   | 4,03   |
| Казахська (киргиз-кайсацька)       | 2 176 623  | 1 907 516  | 4 084 139   | 3,25   |
| Татарська                          | 1 980 110  | 1 757 517  | 3 737 627   | 2,97   |
| Німецька                           | 885 013    | 905 476    | 1 790 489   | 1,43   |
| Латиська                           | 698 584    | 737 353    | 1 435 937   | 1,14   |
| Башкирська                         | 676 035    | 645 328    | 1 321 363   | 1,05   |
| Литовська                          | 595 422    | 615 088    | 1 210 510   | 0,96   |
| Вірменська                         | 621 297    | 551 799    | 1 173 096   | 0,93   |
| Румунська (і молдавська)           | 575 518    | 546 151    | 1 121 669   | 0,89   |
| Мордовська                         | 498 659    | 525 182    | 1 023 841   | 0,81   |
| Естонська                          | 487 144    | 515 594    | 1 002 738   | 0,80   |
| Сартська                           | 528 763    | 439 892    | 968 655     | 0,77   |
| Чувашська                          | 421 640    | 422 115    | 843 755     | 0,67   |
| Грузинська                         | 437 311    | 386 657    | 823 968     | 0,66   |
| Узбецька                           | 398 987    | 327 547    | 726 534     | 0,58   |
| Жмудська                           | 211 986    | 236 036    | 448 022     | 0,36   |
| Удмуртська (вотяцька)              | 208 375    | 212 595    | 420 970     | 0,34   |
| Марійська (черемисська)            | 183 518    | 191 921    | 375 439     | 0,30   |
| Таджицька                          | 189 882    | 160 515    | 350 397     | 0,28   |
| Бурятська                          | 145 795    | 142 868    | 288 663     | 0,23   |
| Туркменська                        | 148 478    | 132 879    | 281 357     | 0,22   |
| Імеретинська                       | 136 045    | 137 141    | 273 186     | 0,22   |
| Мегрельська                        | 122 245    | 117 380    | 239 625     | 0,19   |
| Якутська                           | 113 813    | 113 571    | 227 384     | 0,18   |
| Чеченська                          | 116 352    | 110 144    | 226 496     | 0,18   |
| Аварсько-андійська                 | 107 893    | 104 799    | 212 692     | 0,17   |
| Турецька                           | 112 140    | 96 682     | 208 822     | 0,17   |
| Карельська                         | 96 153     | 111 948    | 208 101     | 0,17   |
| Киргизька (кара-киргизька)         | 108 907    | 92 775     | 201 682     | 0,16   |
| Калмицька                          | 99 390     | 91 258     | 190 648     | 0,15   |
| Грецька                            | 101 706    | 85 219     | 186 925     | 0,15   |
| Болгарська                         | 89 513     | 83 146     | 172 659     | 0,14   |
| Осетинська                         | 90 083     | 81 633     | 171 716     | 0,14   |
| Кюрінська                          | 80 202     | 79 011     | 159 213     | 0,13   |
| Зирянська                          | 73 035     | 80 583     | 153 618     | 0,12   |
| Фінська                            | 67 743     | 75 325     | 143 068     | 0,11   |
| Даргинська                         | 64 706     | 65 503     | 130 209     | 0,10   |
| Тептярська                         | 59 293     | 58 480     | 117 773     | 0,09   |
| Пермська                           | 48 834     | 55 857     | 104 691     | 0,08   |
| Каракалпацька                      | 53 541     | 50 733     | 104 274     | 0,08   |
| Курдська                           | 53 012     | 46 937     | 99 949      | 0,08   |
| Кабардинська                       | 50 789     | 47 772     | 98 561      | 0,08   |
| Татська                            | 50 290     | 44 766     | 95 056      | 0,08   |
| Кази-Кумуцька (і лезгінські)       | 42 256     | 48 624     | 90 880      | 0,07   |
| Кумицька                           | 43 985     | 39 423     | 83 408      | 0,07   |
| Абхазька                           | 37 677     | 34 426     | 72 103      | 0,06   |
| Тунгуські                          | 33 807     | 32 463     | 66 270      | 0,05   |
| Ногайська                          | 34 693     | 29 387     | 64 080      | 0,05   |
| Китайська                          | 47 431     | 10 028     | 57 459      | 0,05   |
| Уйгурська (таранчинська)           | 29 618     | 26 851     | 56 469      | 0,04   |
| Мещерська                          | 27 005     | 26 842     | 53 847      | 0,04   |
| Чеська (і словацька)               | 26 569     | 23 816     | 50 385      | 0,04   |
| Інгушська                          | 23 956     | 23 453     | 47 409      | 0,04   |
| Черкеська                          | 25 269     | 21 017     | 46 286      | 0,04   |
| Циганська                          | 22 824     | 21 758     | 44 582      | 0,04   |
| Талиська                           | 18 974     | 16 317     | 35 291      | 0,03   |
| Перська                            | 24 071     | 7652       | 31 723      | 0,03   |
| Карапапахська                      | 15 590     | 14 312     | 29 902      | 0,02   |
| Карачаївська                       | 12 949     | 14 274     | 27 223      | 0,02   |
| Корейська                          | 16 225     | 9780       | 26 005      | 0,02   |
| Вепська (чудська)                  | 12 338     | 13 482     | 25 820      | 0,02   |
| Хантийська (остяцька)              | 10 277     | 9386       | 19 663      | 0,02   |
| Французька                         | 5782       | 10 651     | 16 433      | 0,01   |
| Самодійські                        | 8366       | 7511       | 15 877      | 0,01   |
| Сванська                           | 7886       | 7870       | 15 756      | 0,01   |
| Кашгарська                         | 8135       | 6803       | 14 938      | 0,01   |
| Шведська                           | 6437       | 7762       | 14 199      | 0,01   |
| Іжорська                           | 6590       | 7184       | 13 774      | 0,01   |
| Чукотська                          | 5821       | 5974       | 11 795      | 0,01   |
| Вогульська                         | 3780       | 3871       | 7651        | 0,01   |
| Кипчацька                          | 4089       | 3518       | 7607        | 0,01   |
| Удінська                           | 3806       | 3294       | 7100        | 0,01   |
| Англійська                         | 3492       | 3562       | 7054        | 0,01   |
| Нівхська (гіляцька)                | 3295       | 2899       | 6194        | 0,00   |
| Коряцька                           | 3087       | 2971       | 6058        | 0,00   |
| Айсорська                          | 3353       | 2000       | 5353        | 0,00   |
| Італійська                         | 2924       | 1836       | 4760        | 0,00   |
| Ітельменська (камчадальська)       | 2002       | 1976       | 3978        | 0,00   |
| Маньчжурська                       | 2130       | 1264       | 3394        | 0,00   |
| Японська                           | 1554       | 1095       | 2649        | 0,00   |
| Сербська (хорватська і словенська) | 1351       | 464        | 1815        | 0,00   |
| Саамська (лопарська)               | 922        | 890        | 1812        | 0,00   |
| Арабська                           | 885        | 811        | 1696        | 0,00   |
| Норвезька (і данська)              | 1095       | 545        | 1640        | 0,00   |
| Айнська                            | 763        | 683        | 1446        | 0,00   |
| Ескімоська                         | 532        | 567        | 1099        | 0,00   |
| Єнісейські                         | 539        | 455        | 994         | 0,00   |
| Угорська                           | 551        | 410        | 961         | 0,00   |
| Юкагирська                         | 492        | 456        | 948         | 0,00   |
| Албанська                          | 505        | 431        | 936         | 0,00   |
| Монгольська                        | 484        | 333        | 817         | 0,00   |
| Афганська                          | 480        | 134        | 614         | 0,00   |
| Алеутська                          | 291        | 293        | 584         | 0,00   |
| Чуванська                          | 268        | 238        | 506         | 0,00   |
| Лезгинські                         | 345        | 75         | 420         | 0,00   |
| Кистинська                         | 259        | 154        | 413         | 0,00   |
| Голландська                        | 217        | 118        | 335         | 0,00   |
| Гінді (індійська)                  | 287        | 25         | 312         | 0,00   |
| Іспанська (і португальська)        | 83         | 55         | 138         | 0,00   |
| Інші                               | 44         | 30         | 74          | 0,00   |
| Не вказали                         | 3170       | 1957       | 5127        | 0,00   |
| Загалом                            | 62 477 348 | 63 162 673 | 125 640 021 | 100,00 |

## Розподіл по населених місцях

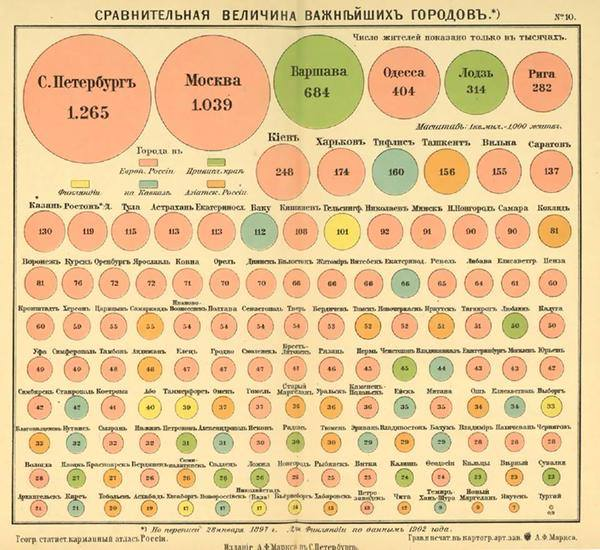
Міста Російської імперії (1897)

Дані перепису 1897 р. не є цілком точними щодо міст: чимало їх було зараховано до розряду неміських поселень. Ці неточності при остаточному підрахунку перепису були виправлені (1905), але не всі; так, напр., Посади Павловський (9991 ж.) і Сергієвський (15155) Московської губернії, Колпіно (12241) С.-Петербурзької, м-ко Петриківка (21071) та Юзівка (28076) Катеринославської, м-ко Біла Церква (35378) Київської губернії, і багато інших, що мають міське самоврядування, до міст не увійшли. Після складання перепису 1897 р. ряд селищ перетворено на міста (Алушта і Генічеськ — Таврійської губернії, Ново-Вілейськ — Віленської та ін.).

## Видання
Переписні томи публікувалися трьома варіантами якості — найкращий на венелевому папері в сап'яновій палітурці з золотими берегами (обрізом) та золотим тисненням по шовку. Це був підносний, подарунковий екземпляр, який міністр внутрішніх справ подавав негайно Миколі II після виходу тому в світ.
Двісті екземплярів видання виходили в шкіряному папері високої міцності, виготовленому з «пеньки та целюлози при повільному та обережному варінні», і з коленкоровим корінцем.
Поширювалися за затвердженим списком розсилки екземплярів (судячи з діловодства канцелярії ЦСК МВС), — це були губернатори та начальники областей та країв, вищий керівний склад міністерств та центральних відомств, сенатори та члени Держради, великі князі.
Найбільш «народними» були підсумки, зброшуровані у зошитах із простого паперу з м'якою обкладинкою замість палітурки, вони видавалися тиражами по 3800 примірників. Саме вони розходилися по установах та продавалися приватним особам, наприклад, професорам та студентам. Інтерес до відомостей про народонаселення був набагато вищим, ніж до іншої друкованої продукції Міністерства внутрішніх справ, коли «нерозпродані та накопичувані в редакції [журнали] неодноразово доводилося продавати на вагу».
Книги не віддавалися на реалізацію в магазини, а розсилалися на особистий запит бажаючих придбати видання ЦСК МВС; чимало відомств, а також публічні бібліотеки, музеї, деякі вчені товариства та навчальні заклади, Міжнародний статистичний інститут і інші установи за клопотанням Тройніцького отримували примірники безкоштовно.
За роком випуску 14 документів, мають різну дату видання у вихідних відомостях на підносних та звичайних примірниках. Подарункові відображають дійсну дату виходу, а звичайні (народні) випереджають її, оскільки вони були підготовлені заздалегідь і показують, отже, неузгодженість видавничого процесу на основному етапі публікації із серпня 1903 по липень 1905 року. Також 12 бракованих обкладинок, випущені у 1904—1905 роках, на яких не було року видання. 17-й том (Ковенська губернія) має невірну нумерацію — XLII замість XVII. Подібних вад не було в «царських» примірниках, очевидно, що й брак, і неправильне датування були наслідком масовості видання.
Усього було випущено з 1897 по 1906 роки 144 переписних видань (за бібліографією П. А. Зайончковського (1971, онов. 1978) 143; у т.ч. погубернські зведення у 89 томах, або 119 зошитах-випусках), бібліографічний перелік яких з повнотекстовими посиланнями на електронні бібліотеки підготовлено та наведено у доробку А. Акашевої.[⇨]

## Галерея

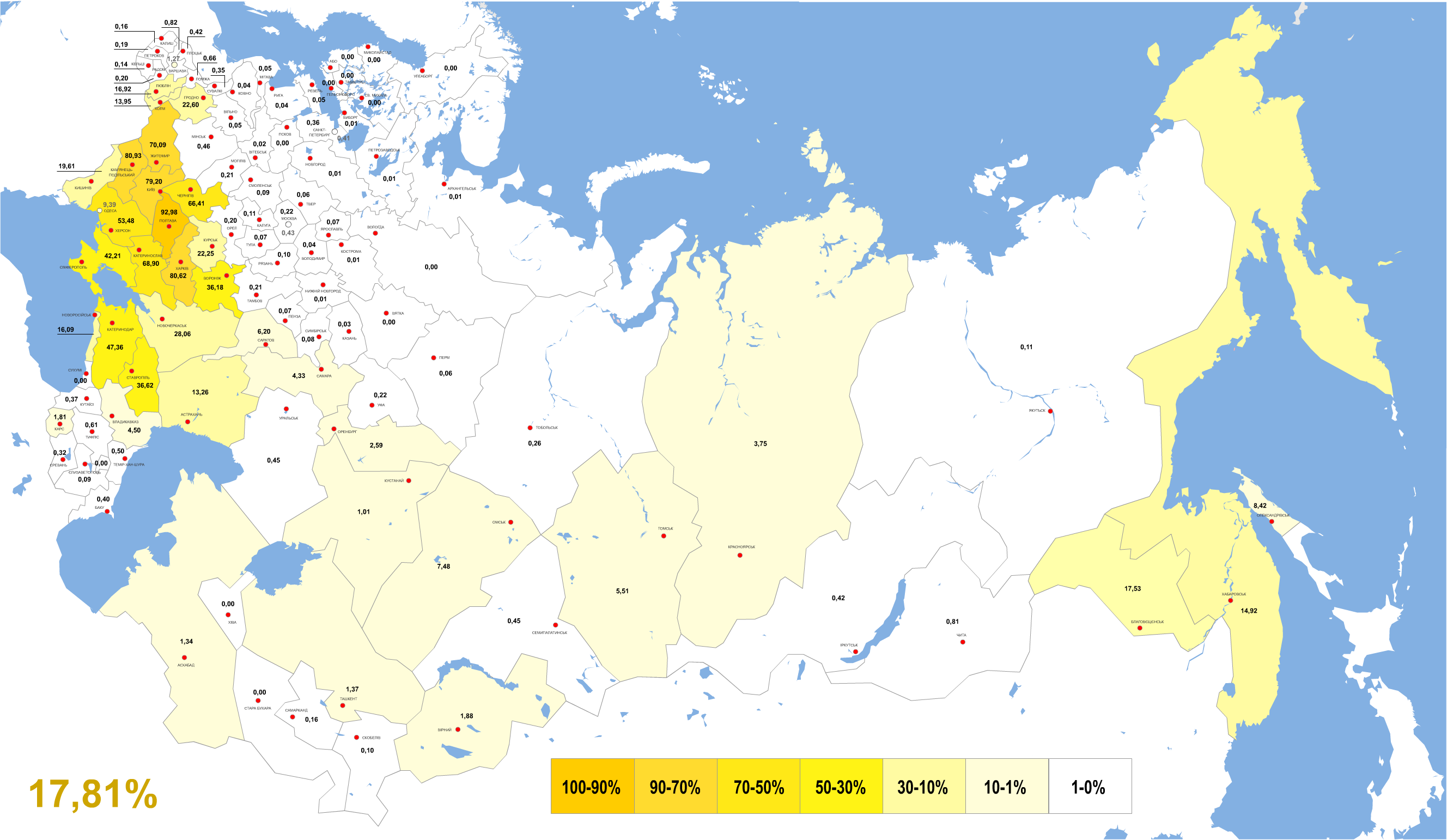
Українська мова за губерніями за переписом 1897 року.
Українська мова за повітами за переписом 1897 року.
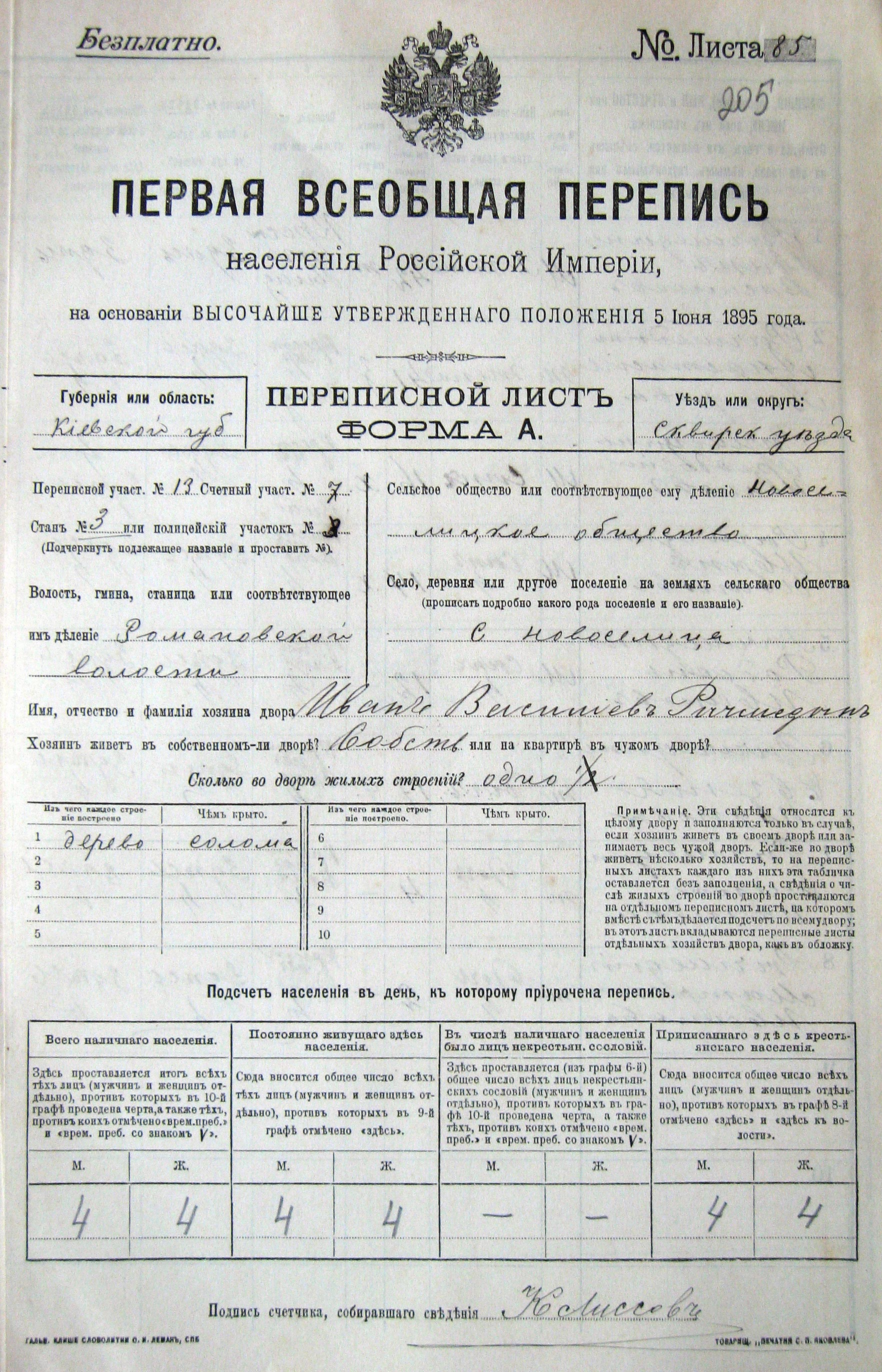
Перша сторінка переписного аркушу (Київська губернія).
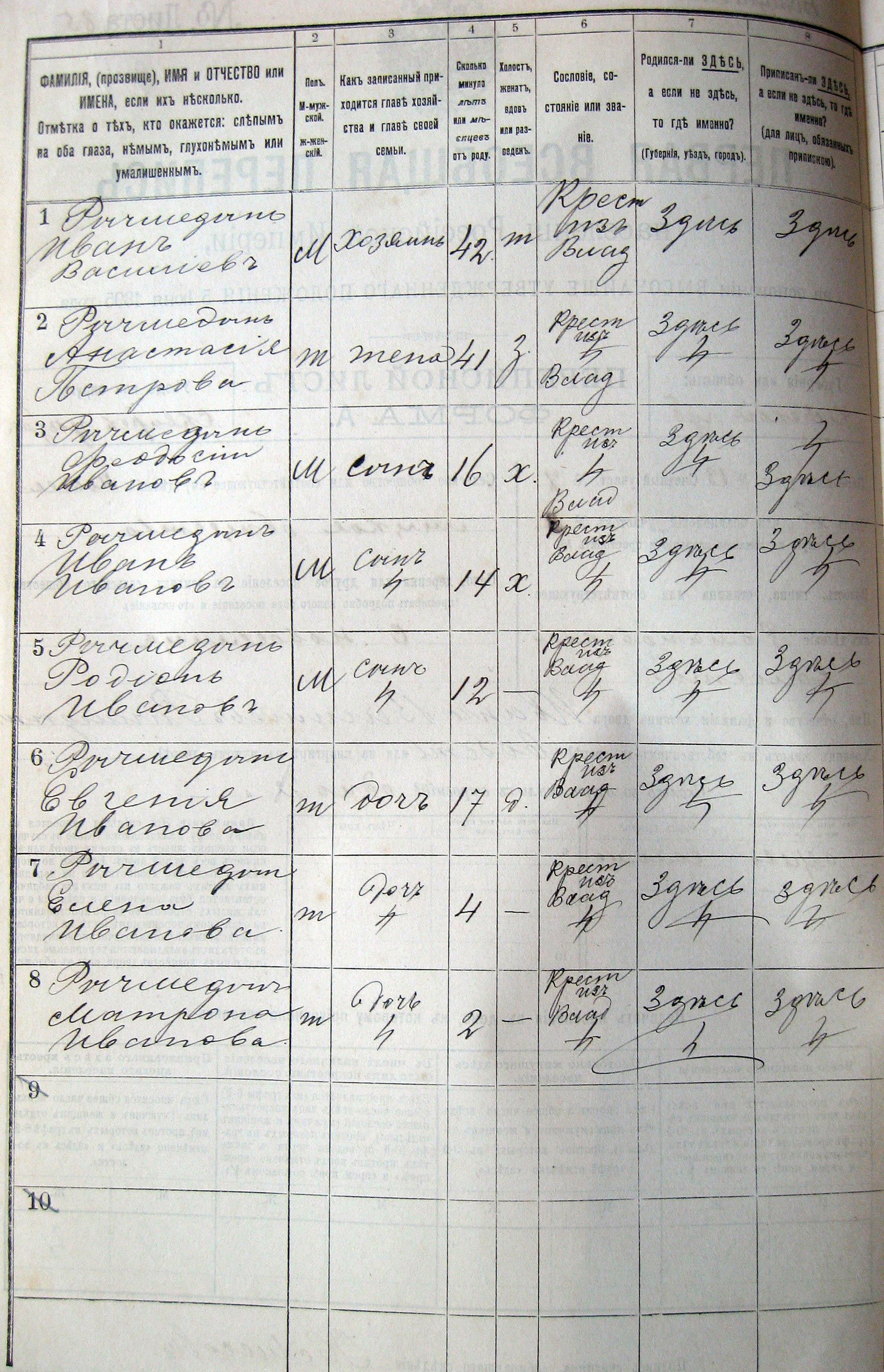
Друга сторінка переписного аркушу (Київська губернія).
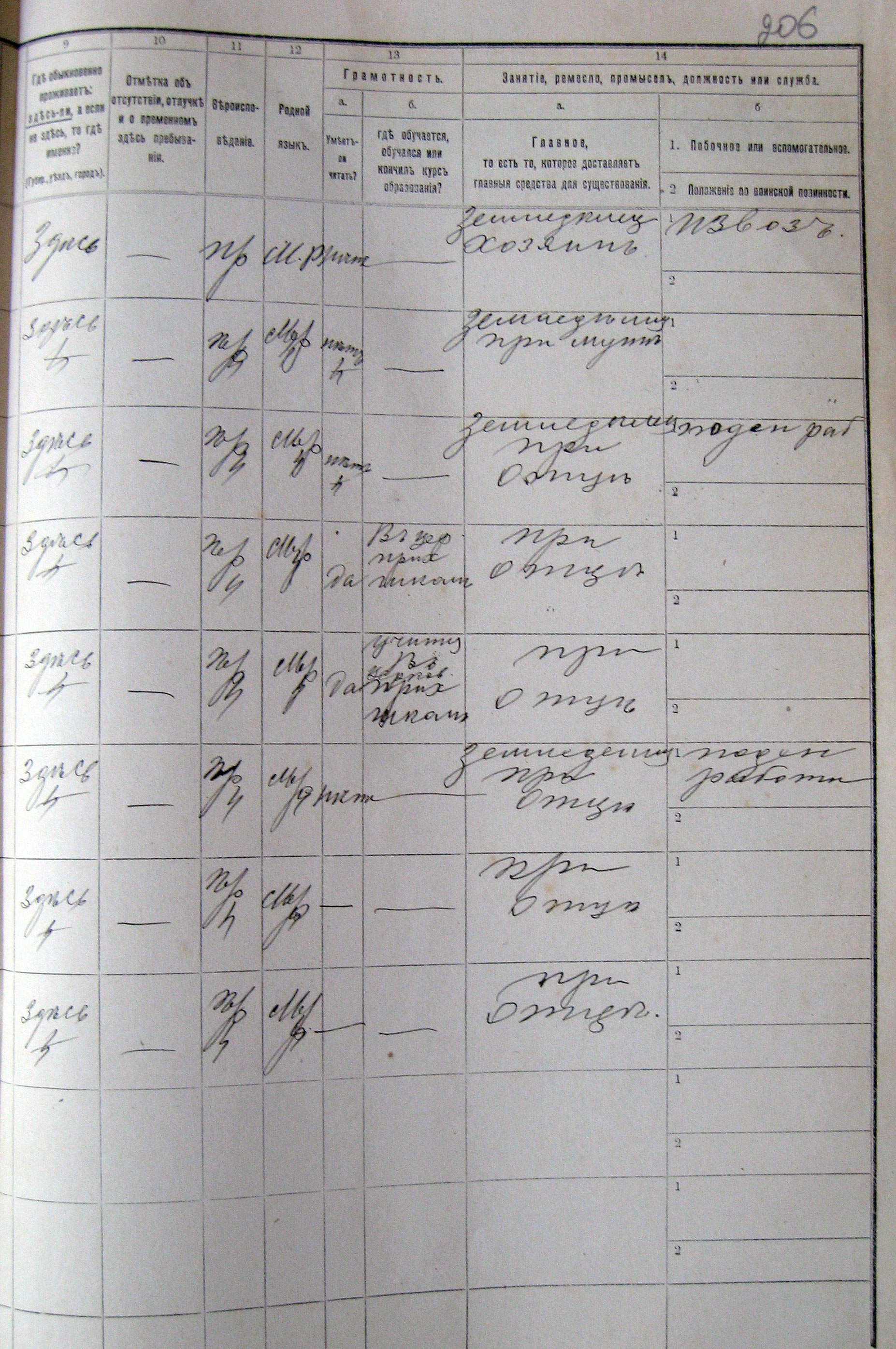
Третя сторінка переписного аркушу (Київська губернія).
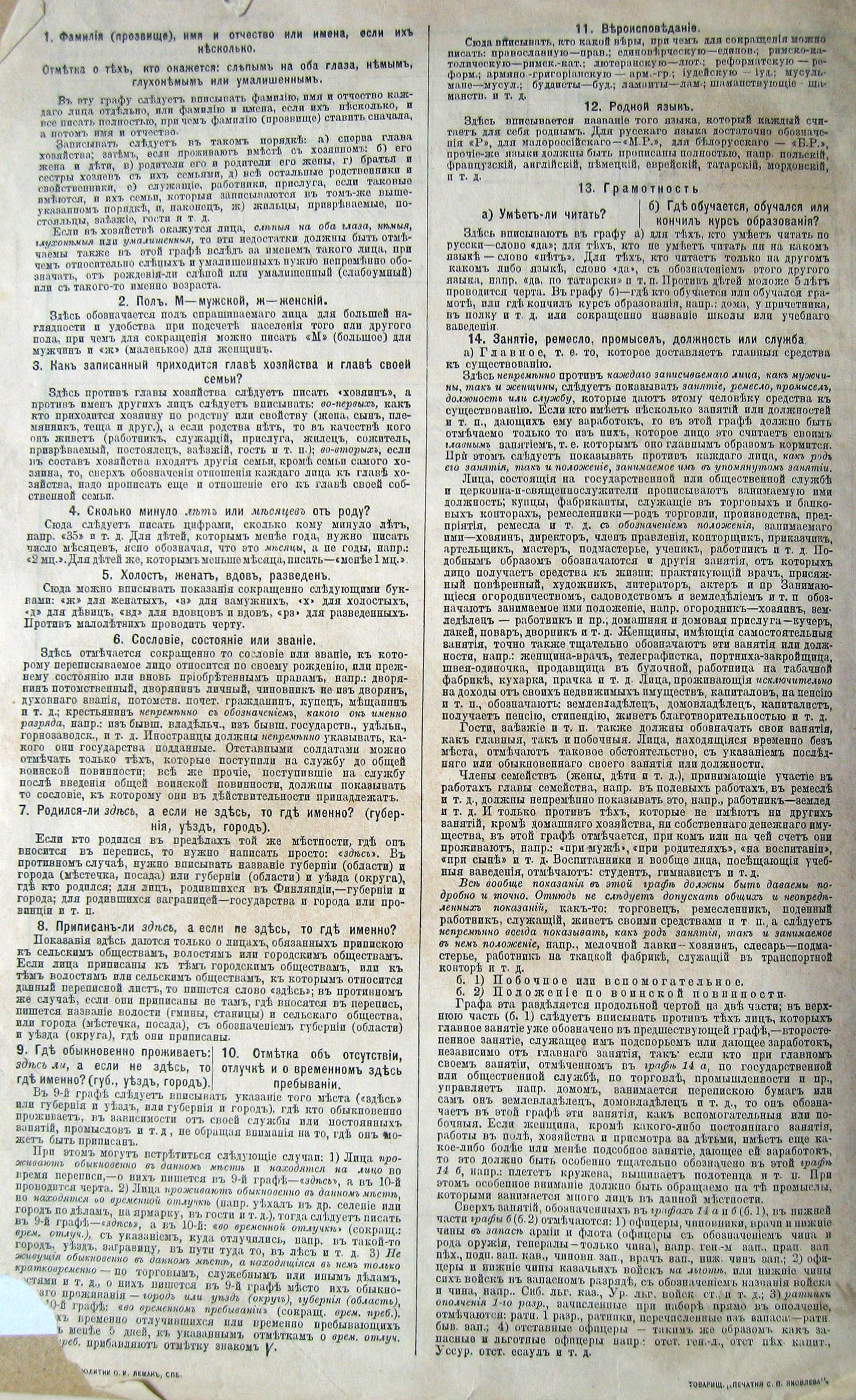
Сторінка з описом переписного аркушу (Київська губернія).
Українська, російська та білоруська мови входять до складу східно-слов'янської (руської) мовної групи.

## Результати за регіонами
- Перепис населення України (1897)